# Hellersdorf
Hellersdorf è un quartiere (Ortsteil) di Berlino, appartenente al distretto (Bezirk) di Marzahn-Hellersdorf.

## Posizione
Confina con i quartieri berlinesi di Kaulsdorf, Mahlsdorf, Marzahn e Biesdorf; e con i comuni di Hoppegarten, Ahrensfelde e Neuenhagen.

## Storia
Nel 1920 Hellersdorf, che fino ad allora costituiva un Gutsbezirk di 252 abitanti denominato “Hellersdorf mit Wuhlgarten”, venne annessa a Berlino in virtù della legge costitutiva della “Grande Berlino”, venendo assegnata al distretto di Lichtenberg.
L’area rimase a carattere rurale fino agli anni settanta del XX secolo, quando si iniziò la costruzione di nuovi quartieri-satellite a carattere residenziale. L’aumento dell’urbanizzazione portò a modificare la struttura amministrativa della zona: nel 1979 Hellersdorf, insieme ai quartieri di Biesdorf, Kaulsdorf, Mahlsdorf e Marzahn, passò al nuovo distretto di Marzahn; nel 1986 Hellersdorf, Kaulsdorf e Mahlsdorf formarono il nuovo distretto di Hellersdorf.
Nel 2001 il distretto di Hellersdorf venne fuso con il distretto di Marzahn, formando il distretto di Marzahn-Hellersdorf.